# Ганс фон Бойнебург-Ленгсфельд
Імперський барон Вільгельм Георг Густав Бото Рудольф Ганс фон Бойнебург-Ленгсфельд (нім. Wilhelm Georg Gustav Botho Rudolf Hans Reichsfreiherr von Boineburg-Lengsfeld; 9 червня 1889 — 20 листопада 1980) — німецький воєначальник, генерал-лейтенант вермахту. Кавалер Лицарського хреста Залізного хреста.

## Біографія
В 1910 році вступив у Імперську армію. Учасник Першої світової війни. Після демобілізації армії залишений в рейхсвері. В 1938/39 роках очолював 1-й стрілецький полк, перш ніж став командиром 4-ї стрілецької бригади 4-ї танкової дивізії, яка брала участь в Польській кампанії. У травні 1940 року тимчасово командував дивізією протягом декількох днів під час Голландської операції. З кінця липня по вересень 1940 року командував 4-ю танковою дивізією. Потім був переведений в 7-у танкову дивізію, яка розташовувалася на окупованій частині Франції, а потім взяв участь в операції «Барбаросса», будучи командиром 7-ї стрілецької бригади дивізії.
У вересні 1941 року була сформована 23-тя танкова дивізія, командиром якої був призначений Бойнбург-Ленгсфельд. Очолив дивізію під час битви за Кавказ, але був звільнений від командування через «справи майора Райхеля», коли план «Блау» потрапив в руки супротивника. Однак, коли його наступник генерал-майор Ервін Мак загинув в бою, він повернувся на посаду командира дивізії. В кінці 1942 року сильно постраждав (одержав кілька переломів) внаслідок нещасного випадку з танком і провів тривалий період у лікарні.
Після одужання Бойнебург-Ленгсфельд став комендантом Парижа. Коли це місто було захоплене союзниками в серпні 1944 року, зайняв посаду у Головнокомандуванні Вермахту «Захід». Його участь в Липневій змові залишилась непоміченою і він закінчив війну в Бергені, будучи командувачем визначеної зони відповідальності.

## Нагороди
- Залізний хрест
  - 2-го класу (29 вересня 1914)
  - 1-го класу (1 жовтня 1917)
- Орден Альберта (Саксонія), лицарський хрест 2-го класу з мечами (3 лютого 1915)
- Орден Білого Сокола, лицарський хрест 2-го класу з мечами (9 червня 1915)
- Військовий хрест Вільгельма-Ернста (1 грудня 1917)
- Орден Святого Йоанна (Бранденбург), почесний лицар (23 червня 1922)
- Почесний хрест ветерана війни з мечами (20 грудня 1934)
- Медаль «За вислугу років у Вермахті» 4-го, 3-го, 2-го і 1-го класу (25 років; 2 жовтня 1936) — отримав 4 медалі одночасно.
- Застібка до Залізного хреста
  - 2-го класу (24 вересня 1939)
  - 1-го класу (1 жовтня 1939)
- Нагрудний знак «За танкову атаку» в бронзі (17 липня 1940)
- Лицарський хрест Залізного хреста (19 липня 1940)